# Daniel Łukasik
Daniel Łukasik, né le 28 avril 1991 à Giżycko en Pologne, est un footballeur international polonais. Il joue actuellement au poste de milieu défensif au Śląsk Wrocław.

## Biographie

### Son parcours au Legia Varsovie
Arrivé au Legia Varsovie en 2007, Daniel Łukasik intègre tout d'abord les équipes de jeunes, avant de faire ses débuts en équipe réserve en 2009. Un an plus tard, il y obtient une place régulière, jouant vingt-sept matches de Młoda Ekstraklasa.
Incorporé en 2011 au groupe professionnel, Łukasik joue son premier match en championnat le 24 septembre contre le GKS Bełchatów, entrant en jeu pour les toutes dernières minutes. Même s'il s'entraîne plusieurs fois avec l'équipe première, le jeune Polonais doit se contenter de la réserve encore quelques mois, mis à part lors d'un déplacement à Tel Aviv en Ligue Europa et lors de deux matches de Coupe de Pologne, que son équipe remporte.
C'est véritablement lors de la saison 2012-2013 que Daniel Łukasik trouve sa place au sein du collectif varsovien, étant titularisé lors des six matches de coupe d'Europe du Legia en juillet-août. Satisfait, son entraîneur Jan Urban le maintient dans le onze de départ pour le championnat et Łukasik ne tarde pas à s'illustrer avec ce club qui occupe la place de leader de la ligue avant la trêve hivernale. Il est même sélectionné, en décembre 2012, pour disputer un match non officiel avec la Reprezentacja, composée uniquement de joueurs « locaux », lors d'un stage en Turquie. De nouveau appelé par le sélectionneur Waldemar Fornalik les mois suivants, Daniel Łukasik porte pour la première fois, officiellement, le maillot polonais lors d'un match amical contre l'Irlande, à Dublin, le 6 février 2013. Après la trêve, le Legia poursuit sa domination et remporte le championnat et la Coupe de Pologne, ce qui offre à Łukasik ses deux premiers titres. Le jeune joueur aura disputé au total cette saison vingt-deux matches de championnat, quatre en coupe nationale dont les deux manches de la finale, six en Ligue Europa et trois avec la sélection.
Blessé pour le début de la saison 2013-2014, Łukasik manque les tours préliminaires de la Ligue des champions, et fait son retour sur les terrains en août contre le Ruch Chorzów. Après deux mois de compétition, le Polonais est de nouveau écarté du jeu sur blessure, et doit rester à l'infirmerie un mois et demi. À son retour, il prend place sur le banc, le Legia étant toujours aussi impérial en championnat, et ne joue plus que six matches jusqu'à la fin de saison.

### Départ au Lechia Gdańsk
Plus indispensable du côté du Legia, Daniel Łukasik fait le choix de rejoindre le Lechia Gdańsk le 17 juin 2014.

### Radomiak Radom
Après avoir résilié son contrat avec le MKE Ankaragücü, Daniel Łukasik rejoint librement le Radomiak Radom le 11 février 2022.

### Śląsk Wrocław
Sans club après la fin de son contrat avec le Radomiak Radom à l'été 2023, Daniel Łukasik signe en tant qu'agent libre avec le Śląsk Wrocław le 14 septembre 2023. Le contrat est valable jusqu'à la fin de la saison, soit en juin 2024,.

## Palmarès
- Champion de Pologne en 2013 et 2014
- Vainqueur de la Coupe de Pologne en 2013 et 2019
- Vainqueur de la Supercoupe de Pologne en 2019

## Statistiques
| Saison                | Club                  | Championnat           | Championnat | Championnat | Coupe(s) nationale(s) | Coupe(s) nationale(s) | Supercoupe | Supercoupe | Compétition(s) continentale(s) | Compétition(s) continentale(s) | Compétition(s) continentale(s) | Pologne | Pologne | Total | Total |
| Saison                | Club                  | Division              | M.          | B.          | M.                    | B.                    | M.         | B.         | Comp.                          | M.                             | B.                             | M.      | B.      | M.    | B.    |
| 2011-2012             | Legia Varsovie        | Ekstraklasa           | 2           | 0           | 2                     | 0                     | -          | -          | C3                             | 1                              | 0                              | 0       | 0       | 5     | 0     |
| 2012-2013             | Legia Varsovie        | Ekstraklasa           | 22          | 0           | 4                     | 0                     | 1          | 0          | C3                             | 6                              | 0                              | 3       | 0       | 36    | 0     |
| 2013-2014             | Legia Varsovie        | Ekstraklasa           | 13          | 0           | 1                     | 0                     | -          | -          | C1+C3                          | 0                              | 0                              | 0       | 0       | 14    | 0     |
| Sous-total            | Sous-total            | Sous-total            | 37          | 0           | 7                     | 0                     | 1          | 0          | -                              | 7                              | 0                              | 3       | 0       | 55    | 0     |
| 2014-2015             | Lechia Gdańsk         | Ekstraklasa           | 22          | 0           | 0                     | 0                     | -          | -          | -                              | -                              | -                              | 0       | 0       | 22    | 0     |
| Sous-total            | Sous-total            | Sous-total            | 22          | 0           | 0                     | 0                     | -          | -          | -                              | -                              | -                              | 0       | 0       | 22    | 0     |
| Total sur la carrière | Total sur la carrière | Total sur la carrière | 59          | 0           | 7                     | 0                     | 1          | 0          | -                              | 7                              | 0                              | 3       | 0       | 77    | 0     |